# Курама (Туркестанская область)
Курама (каз. Құрама) — село в Сарыагашском районе Туркестанской области Казахстана. Входит в состав Жартытобинского сельского округа. Код КАТО — 515455200.

## Население
В 1999 году население села составляло 1468 человек (753 мужчины и 715 женщин). По данным переписи 2009 года, в селе проживало 1967 человек (986 мужчин и 981 женщина).